# أيام الولدنة
أيام الولدنة مسلسل تلفزيوني سوري كوميدي من إخراج مأمون البني ومن تأليف حكم البابا. تدور قصة المسلسل حول أبو رزوق (خالد تاجا) وهو رجل لديه بعض الممتلكات والأموال. يكتشفُ في وقت لاحق أنه مصاب بمرض خطير وسيموت وتبدأ احاديث تقسيم ممتلكاته والورثة بين أولاده وزوجاتهم.

## قصة المسلسل
تدور القصة حول أبو رزوق الرجل الغني الذي يكتشفُ في وقتٍ ما إصابته بمرض خطير وقاتل، يقلقُ حيال هذا الأمر لكنّ همه الأكبر هو إرثه وكيفَ يستطيعُ أبنائه وزوجاتهم تقاسمه عدا ابنه رزوق الذي لا يهمه الأموال بل يهمه والده. يقوم أبو رزوق بمساعدة ابنه رزوق بخدعة أنه قد توفي حتى يعرف من يحبه لشخصه ومن يحب أمواله وتبدا سلسلة من المغامرات الكوميدية وتاخذ ابعاد سياسية وأمنية واجتماعية وتتدخل المخابرات ممثلة برئيس الفرع ويقوم بدوره دريد لحام و مساعده باسم ياخور.

## طاقم التمثيل
| ممثل/ة            | الدور                        | الشخصية        |
| ----------------- | ---------------------------- | -------------- |
| دريد لحام         | رئيس الفرع المخابرات         |                |
| خالد تاجا         | الأب                         | عمر (أبو رزوق) |
| أندريه سكاف       | الابن الاكبر                 | رزوق           |
| سليم كلاس         | صديق ومشرف على علاج أبو رزوق |                |
| حسام تحسين بيك    | صديق قديم لأبو رزوق          | محمد المنصور   |
| كاريس بشار        | زوجة الابن خالد              | فايزة          |
| عبد المنعم عمايري | زوج الأبنة رويدة             | أبو ابراهيم    |
| نضال سيجري        | الابن الثاني لأبو رزوق       | خالد           |
| شكران مرتجى       | ابنة أبو رزوق                | رويدة          |
| أدهم مرشد         | الابن الثالث لأبو رزوق       | سالم           |
| حسن دكاك          | سائق رافعة                   |                |
| جرجس جبارة        | مساعد سائق الرافعة           |                |
| باسم ياخور        | نائب رئيس فرع المخابرات      |                |